# Hypericum prattii
Hypericum prattii är en johannesörtsväxtart som beskrevs av William Botting Hemsley. Hypericum prattii ingår i släktet johannesörter, och familjen johannesörtsväxter. Inga underarter finns listade i Catalogue of Life.